# Cyclophora umbrata
Cyclophora umbrata är en fjärilsart som beskrevs av Butler 1882. Cyclophora umbrata ingår i släktet Cyclophora och familjen mätare. Inga underarter finns listade i Catalogue of Life.